# Diddy Kong
Pour les articles homonymes, voir Diddy.
 (mars 2011).
Si vous disposez d'ouvrages ou d'articles de référence ou si vous connaissez des sites web de qualité traitant du thème abordé ici, merci de compléter l'article en donnant les références utiles à sa vérifiabilité et en les liant à la section « Notes et références ».
Diddy Kong (ディディーコング, Didī Kongu) est un personnage de jeu vidéo créé en 1994 par la société britannique Rare pour le jeu Donkey Kong Country sur Super Nintendo.

## Histoire
Petit singe agile vivant paisiblement dans la jungle Kongo, sur l'île de Donkey Kong, son plus grand rêve est de devenir une vraie star de jeux vidéo à l'instar de son maître spirituel et meilleur ami, Donkey Kong, dont il est le fidèle acolyte (ainsi que son neveu) et qui l'initie au métier. Dans Donkey Kong Country alors qu'une nuit d'orage éclatait, il devait surveiller le trésor de bananes du clan mais se fait maîtriser par les Kremlings mené par King K. Rool et enfermer dans un tonneau. Il décidera alors d'accompagner Donkey Kong dans son périple pour réparer son erreur.
Peu de temps après, il a l'occasion de revenir sur le devant de la scène dans Donkey Kong Country 2: Diddy's Kong Quest; seul capable avec sa petite amie Dixie Kong de libérer Donkey Kong des Kremlings. Il devra en outre prouver au clan et spécialement à Cranky Kong qu'il a bel et bien le potentiel pour devenir un vrai héros de jeu. Malgré le succès de sa démarche, il se fera enlever dans Donkey Kong Country 3, laissant la vedette à Dixie et à Kiddy Kong.
Diddy Kong est un des cinq personnages jouables dans Donkey Kong 64, et son habilité principale reste l'utilisation d'un « jet-pack », une sorte de réacteur dorsal qui lui permet d'atteindre des hauteurs insoupçonnées sans mal, couplée à celle de ses deux « Kawouetto-Flingue », genre de sulfateuse à graines d'arachide.
Il réapparait dans le renouveau de la série Donkey Kong Country Returns et son remake Donkey Kong Country Returns 3D avec ses capacités de Donkey Kong 64 en tant que 2e personnage jouable et en mode 1 joueur pour assister Donkey Kong. Il apparait aussi dans sa suite Donkey Kong Country: Tropical Freeze avec les mêmes capacités.
Ayant acquis son statut de star du jeu vidéo, Diddy connaît également l'aventure en solo dans Diddy Kong Racing et Diddy Kong Racing DS, jeux de course mêlant karts, avions et hovercrafts, dans lequel il vient au secours de son ami d'enfance Timber, dont l'île est menacée par le cochon extra-terrestre Wizpig.
On retrouve également Diddy Kong dans de nombreux jeux se déroulant dans l'univers de Mario, depuis son apparition en 2003 dans Mario Golf: Toadstool Tour en passant par Mario Kart: Double Dash!!, Mario Power Tennis, Mario Strikers Charged, Mario Kart Wii, Mario Slam Basketball, Mario Sports Mix, Mario Tennis Open, Mario Golf World Tour, Mario Tennis Aces, etc.(voir la liste ci-dessous).

On le retrouve aussi dans certains jeux de la série des Mario et Sonic aux Jeux olympiques.
Diddy Kong fait sa première apparition dans Super Smash Bros. Brawl en tant que personnage jouable. La plupart de ses attaques sont tirées de Donkey Kong 64 (Kawouetto-Flingue, Jet-Pack...). Il apparaît comme un boute-en-train, toujours à faire le fanfaron, parodiant Matrix, le kung-fu... Il réapparaît aussi dans Super Smash Bros. for Nintendo 3DS / for Wii U et dans Super Smash Bros. Ultimate.
Dans la série des Mario Party, il apparaît sur Mario Party DS, où il demande de l'aide aux autres personnages car Donkey Kong s'est transformé en statue de pierre. Il est le 1er boss du plateau Jungle DK dans Mario Party 9 et permet de gagner un bonus de bananes.
Dans Mario Party: Star Rush, Diddy Kong apparaît pour la première fois comme personnage jouable dans cette série de jeux, et reviendra en personnage jouable dans Super Mario Party.
Il apparaît dans l'émission jeunesse de France 2, La Planète de Donkey Kong et, toujours sur la même chaîne, Diddy Kong a eu sa propre émission, Diddy@.cool.

## Tenue vestimentaire
Diddy Kong est toujours habillé d'un T-Shirt rouge avec des étoiles dessus et d'une casquette de la même couleur avec le logo de Nintendo inscrit. C'est le seul a posséder une queue. Toutefois, son apparence a été sujette à changement entre sa première apparition dans Donkey Kong Country et sa forme actuelle, qui semble s'être stabilisée depuis le rachat en 2002 de Rareware par Microsoft et l'acquisition de la licence du personnage de Diddy Kong par Nintendo.

## Apparitions
- Donkey Kong Country (1994 - Super Nintendo) (jouable)
- Donkey Kong Land (1995 - Game Boy) (jouable)
- Donkey Kong Country 2 (1995 - Super Nintendo) (jouable)
- Donkey Kong Land 2 (1996 - Game Boy) (jouable)
- Donkey Kong Country 3 (1996 - Super Nintendo)
- Diddy Kong Racing (1997 - Nintendo 64) (jouable)
- Donkey Kong 64 (1999 - Nintendo 64) (jouable)
- Donkey Kong Country (2000 - Game Boy Color) (jouable)
- Diddy Kong Pilot (Annulé - Game Boy Advance) (jouable)
- Donkey Kong Country (2003 - Game Boy Advance) (jouable)
- Mario Golf Toadstool Tour (2003 - GameCube) (jouable)
- Mario Kart: Double Dash!! (2003 - GameCube) (jouable)
- Donkey Konga (2003 - GameCube) (jouable)
- Donkey Kong Country 2 (2004 - Game Boy Advance) (jouable)
- Donkey Konga 2 (2004 - GameCube) (jouable)
- Mario Power Tennis (2004 - GameCube) (jouable)
- DK King of Swing (2005 - Game Boy Advance / Nintendo DS) (jouable)
- Donkey Konga 3 (2005 - GameCube) (jouable)
- Mario Super Star Baseball (2005 - GameCube) (jouable)
- Mario Kart Arcade GP (2005 - Arcade) (caméo)
- Donkey Kong Country 3 (2005 - Game Boy Advance)
- Mario Slam Basketball (2006 - Nintendo DS) (jouable)
- Diddy Kong Racing DS (2007 - Nintendo DS) (jouable)
- Mario Kart Arcade GP 2 (2007 - Arcade) (caméo)
- Mario Strikers Charged (2007 - Wii) (jouable)
- Donkey Kong Barrel Blast (2007 - Wii) (jouable)
- DK Jungle Climber (2007 - Nintendo DS) (jouable)
- Mario Party DS (2007 - Nintendo DS)
- Super Smash Bros. Brawl (2008 - Wii) (jouable)
- Mario Kart Wii (2008 - Wii) (jouable)
- Mario Super Sluggers (2008 - Wii) (jouable)
- Donkey Kong Country Returns (2010 - Wii) (jouable)
- Mario Sports Mix (2010 - Wii) (jouable)
- Fortune Street (2011 - Wii) (jouable)
- Mario Party 9 (2012 - Wii)
- Mario Tennis Open (2012 - Nintendo 3DS) (jouable)
- Donkey Kong Country Returns 3D (2013 - Nintendo 3DS) (jouable)
- Donkey Kong Country : Tropical Freeze (2014 - Wii U) (jouable)
- Mario Golf World Tour (2014 - Nintendo 3DS) (jouable)
- Super Smash Bros. for Nintendo 3DS / for Wii U (2014 - Nintendo 3DS / Wii U) (jouable)
- Super Mario Maker (2015 ; Wii U / Nintendo 3DS) (caméo)
- Mario & Sonic aux jeux olympiques de Rio 2016 (2016 - Wii U / Nintendo 3DS) (jouable)
- Mario Party: Star Rush (2016 - Nintendo 3DS) (jouable)
- Mario Sports Superstars (2017 - Nintendo 3DS) (jouable)
- Hey! Pikmin (2017 - Nintendo 3DS) (caméo)
- Mario Kart 8 Deluxe (2017 - Nintendo Switch) (jouable en tant que DLC)
- Donkey Kong Country : Tropical Freeze (2018 - Nintendo Switch) (jouable)
- Mario Tennis Aces (2018 - Nintendo Switch) (jouable)
- Super Mario Party (2018 - Nintendo Switch) (jouable)
- Super Smash Bros. Ultimate (2018 - Nintendo Switch) (jouable)
- Mario Kart Tour (2019 - IOS / Android) (jouable)
- Mario & Sonic aux jeux olympiques de Tokyo 2020 (2019 - Nintendo Switch) (jouable)
- Mario Strikers: Battle League (2022 - Nintendo Switch) (jouable)
- Donkey Kong Country Returns HD (2025 - Nintendo Switch) (jouable)
- Donkey Kong Bananza (2025 - Nintendo Switch 2)

## Droits d'exploitation
Rare a créé Diddy Kong, au même titre que Krystal (personnage de la série Star Fox) pour le compte de la firme japonaise. Cependant, étant issue de leur production, la licence appartient aux studios Rare. En 2002, le studio britannique fut racheté par Microsoft, et contrairement au personnage féminin de Star Fox, qui fut cédée, Diddy Kong resta sous le giron de Rare. L'explication officieuse serait la suspension du développement du jeu de course Diddy Kong Pilot, utilisant les personnages de Nintendo, y compris le petit singe. Nintendo devait ainsi payer des droits d'auteur à Rare à chaque utilisation du personnage, avec leur accord[réf. nécessaire].
Ce n'est qu'en 2004 que Satoru Iwata fut contraint d'acquérir séparément la licence de ce protagoniste, en échange de l'utilisation technologique légale élaborée dans le jeu de course. Rare de son côté a dû modifier l'univers du jeu pour correspondre à celui de Banjo-Kazooie, et ainsi rebaptiser le projet Banjo-Pilot et a pu le finaliser.